# 山田吉時
山田 吉時（やまだ よしとき、? - 延享元年4月19日）は、2代山田浅右衛門として江戸時代に公儀御様御用を務めていた剣客である。
初代山田浅右衛門貞武の嫡子で、通称ははじめ朝五郎、のち家督相続により浅右衛門と改めた。特にヒゲが濃かったため「ヒゲ浅右衛門」の異名があった。吉時は若かりし頃より試し斬りを好み、生まれながら出藍の誉れさえあった。8代将軍徳川吉宗の刀工奨励と山野家のお試し役となる嗣子不在のため、その後任に命じられた。
寛保元年（1741年）、小塚原刑場に地蔵尊の石像を建立した。享年不詳。法名は慈仙院即住直心居士。亡骸は初代と同じ浄福寺に葬られたが、墓碑は現存せず。

## 註釈
1. ↑  山田家では事実上の初代として扱われる。
2. ↑  吉時は既に隠居の身であったため、次代・吉継である山田源五郎の名で台石に刻彫。